# Homossexualidade em Portugal
A história da homossexualidade em Portugal é um relato complexo que abrange séculos de evolução social, cultural e legal. Desde tempos antigos até os dias atuais, as experiências e percepções em relação à homossexualidade foram moldadas por uma interação complexa de normas religiosas, valores culturais e políticas públicas. Ao examinar as mudanças e continuidades ao longo do tempo, podemos entender melhor as lutas e conquistas que moldaram a história da homossexualidade neste país. 
Nos primórdios da história portuguesa, o país foi sobretudo dominado pela ideologia cristã da Igreja Católica Apostólica Romana, que caracteriza a sexualidade como um acto exclusivamente destinado a procriação, pelo que todas as outras atividades sexuais pela Igreja Católica são vistas como pecaminosas e contrárias a Deus. A partir do século XVI, a Inquisição encarregou-se mesmo de investigar, julgar e condenar à fogueira a sodomia . Esta visão moralista da sexualidade manteve-se até finais do século XX, apesar da descriminalização que entretanto ocorreu, época em que a grande maioria dos homossexuais e bissexuais ainda preferia esconder-se aos olhos da sociedade. 
Actualmente a sociedade portuguesa tem vindo a reduzir progressivamente a discriminação com base na orientação sexual, tanto ao nível social, como político e legal, tendo, sobretudo entre as camadas mais jovens da população, a homossexualidade vindo a ser considerada como mais uma variante aceite da sexualidade humana, da esfera íntima e pessoal de cada um, e em grande parte livre de conotações de índole moral. Hoje em dia, as leis portuguesas são citadas como sendo das mais progressistas, a nível mundial, em matérias de direitos LGBT.
Em 2010 o órgão nacional que tem competência legislativa, a Assembleia da República, legalizou o casamento entre pessoas do mesmo sexo, tornando assim o país, o sexto na Europa e o oitavo no Mundo a fazê-lo.
Em 2015, a Assembleia da República, legalizou a adoção plena a casais do mesmo sexo, passando assim a ser 24.º país do mundo a permitir que os casais do mesmo sexo possam adoptar. Até então apenas era permitida a co-adoção.

## Primórdios

### O período romano[3]

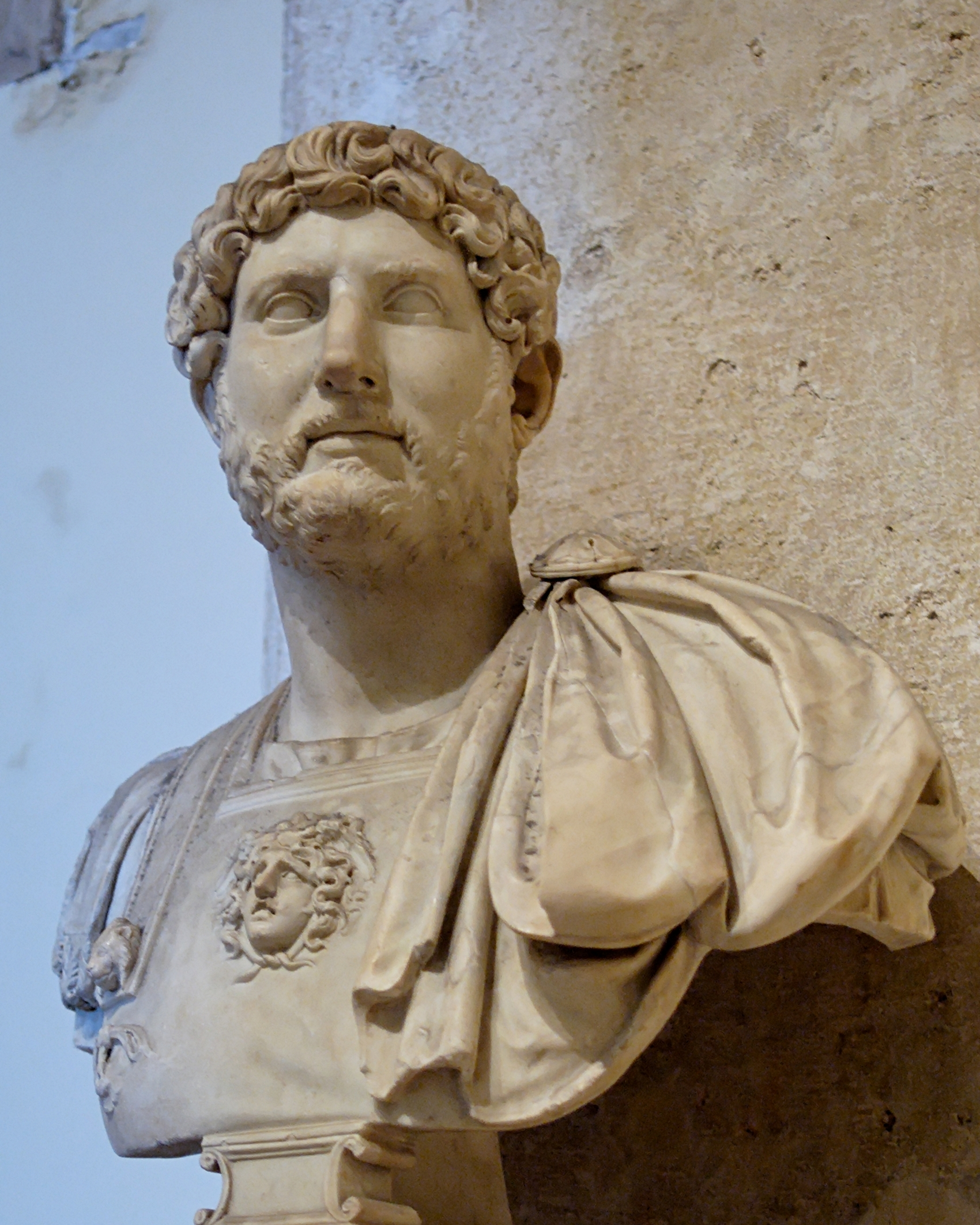
Busto de mármore de Adriano, do século II, amante de Antínoo. Hoje no Palácio dos Conservadores

Os romanos trouxeram, juntamente com os outros elementos da sua cultura, a sua moralidade sexual. Na sexualidade romana era factor determinante o estatuto individual: aos cidadãos romanos era moralmente permitido, indiferentemente, penetrar jovens escravos, eunucos, prostitutos ou escravas, concubinas e prostitutas; pelo contrário, não era aceitável que um cidadão romano de respeito praticasse sexo com outro cidadão, nem deixasse que qualquer outro homem, qualquer que fosse a sua idade ou estatuto, o penetrasse. A distinção entre o homossexual activo (que podia ter sexo com mulheres e com homens) e o passivo era marcada, sendo o último visto como servil e efeminado, indigno da cidadania romana, cujos membros masculinos deveriam ser viris. Esta moralidade foi utilizada, por exemplo, contra Júlio César, cujos supostos devaneios de juventude com Nicomedes IV, o rei da Bitínia, mais velho e seu superior, corriam pelas bocas de toda Roma, e ao qual César respondeu seduzindo as mulheres dos seus adversários: "César, o homem de todas as mulheres, a mulher de todos os homens".
Em geral, em Roma dominava uma forma de sexualidade muito semelhante à praticada pelos gregos, sendo a principal diferença a não aceitação da pederastia como forma de relacionamento sexual aceitável, incluindo uma componente pedagógica, entre um cidadão adulto e outros mais jovens.
O lesbianismo também era conhecido na Roma Antiga, tanto na sua forma sáfica, ou seja, entre mulheres "femininas" que apreciavam sexo com adolescentes —uma espécie de pederastia feminina—, como na forma tribadista, em que mulheres "masculinas" apreciavam ocupações tipicamente masculinas como a luta, a caça e, também, sexo com outras mulheres.
Marco Valério Marcial foi um grande poeta e homem de letras nascido na Ibéria (nasceu e cresceu em Bílbilis, próximo da actual Calatayud), mas viveu a maior parte da sua vida em Roma. A poesia de Marcial era rica em epigramas, onde descreveu, narrando numa primeira pessoa fictícia, a penetração anal e vaginal, e a felação tanto com homens como mulheres.
Outro exemplo é Adriano, um dos imperadores romanos (de 117 a 138) nascidos na Hispânia, mais concretamente em Itálica (actual Santiponce). Teve um famoso amante, Antínoo ou Antonius, a quem, após a sua morte acidental no Nilo, elevou ao estatuto de Deus e em cuja honra construiu a cidade de Antinópolis o Antínoe, no Egito, bem como inúmeros templos e santuários espalhados por todo o Império.

#### A chegada do cristianismo ao Império Romano
A moralidade romana já tinha mudado no século IV, quando Amiano Marcelino critica amargamente os costumes sexuais dos taifalos, uma tribo bárbara que habitava entre os Cárpatos e o mar Negro, de que fazia parte a pederastia ao estilo grego. Em 342, os imperadores Constantino II e Constâncio II introduziram legislação que castigava a homossexualidade passiva, possivelmente com a castração. Estas leis que foram ampliadas em 390 por Teodósio I, condenando à fogueira todos os homossexuais passivos que se prostituíam em bordéis. Em 438, a lei passou a abranger todos os homossexuais passivos, e em 533 o imperador Justiniano passou a castigar todos os actos homossexuais com a castração e a fogueira.
Podemos atribuir esta mudança de atitude a três causas principais. Procópio de Cesareia, historiador da corte de Justiniano, considerou que as leis eram politicamente motivadas, já que permitiam a Justiniano eliminar inimigos políticos e apropriar-se dos seus bens, embora não tenham sido muito eficazes na redução da homossexualidade entre as gentes vulgares. A segunda causa, e provavelmente a de maior peso, seria a expansão do cristianismo na sociedade romana, que cada vez aceitava mais o paradigma cristão de que o sexo deve servir exclusivamente para reprodução. Colin Spencer, no seu livro Homosexuality. A history, apresenta a possibilidade de que um certo sentido de autoprotecção da sociedade romana após alguma epidemia (como a peste, por exemplo) teria aumentado a pressão reprodutiva sobre os indivíduos. Este fenómeno está associado à expansão do estoicismo no Império.
Até ao ano 313, não houve no cristianismo doutrina generalizada sobre a homossexualidade, embora São Paulo já tivesse criticado a homossexualidade como contra naturam: "E do mesmo modo também os homens, deixando o uso natural das mulheres, se incendiaram nas suas concupiscências uns con os outros, cometendo coisas nefandas homens com homens, e recebendo em si próprios a recompensa que convinha ao seu extravio."  (em castelhano) Biblia Reina-Valera 1602: 45.Romanos: 1
Pouco a pouco os Pais da Igreja foram criando um corpo literário em que se condenava a homossexualidade, e o sexo em geral, de forma enérgica, lutando contra a prática comum na sociedade da época, incluindo a da primitiva Igreja. Por outro lado, identificou-se a homossexualidade como heresia desde muito cedo, não só por associação com costumes pagãos, mas também porque os rituais de algumas seitas gnósticas ou do maniqueísmo incluíam, de acordo com Santo Agostinho, ritos homossexuais.

### O período árabe[12]
A civilização do Alandalus foi muito tolerante no que respeita à sexualidade, à excepção dos períodos almorávida e almóada, ao contrário dos reinos cristãos seus vizinhos a Norte. Paradoxalmente, o Corão proíbe a homossexualidade, chegando mesmo a puni-la com a morte. No entanto, as sociedades muçulmanas da época, tanto na Península Ibérica como no restante mundo muçulmano, não seguiam esta regra. No Risala fi-l-Fiqh, um compêndio de direito islâmico elaborado por Ibne Abi Zaíde, um alfaqui da escola maliquita, é indicado que o homem que consentir dormir com um varão de maior idade, provocaria a lapidação dos dois.
Importantes governantes, como Abderramão III, Aláqueme II, Hixame II e Almutâmide, tiveram rapazes como amantes. Chegou-se ao extremo de, para assegurar descendência para o reino, disfarçar uma rapariga como rapaz para seduzir Aláqueme II. Estes costumes também se estendiam à nobreza e às classes mais altas da sociedade.
Para se ter uma ideia do ambiente da época, atente-se à descrição que Abdelwahab Bouhdiba faz no seu livro Sexuality in Islam ("Sexualidade no Islão"): "Nos arredores de Córdova havia alguns imponentes jardins pertencentes a palácios e casas solarengas, incluindo alguns de mosteiros cristãos,  em que se faziam festas, fluía o vinho, se desfrutava de representações teatrais, canto e dança. Neste ambiente, encarava-se o sexo, tanto hetero como bi ou homossexual, de forma muito liberal, não sendo estranha a presença de prostitutas e prostitutos". De facto, sabe-se que a prostituição masculina foi melhor remunerada que a feminina durante algum tempo.
Existem também textos que condenam a homossexualidade e Amade ibne Iúçufe Altaifaxi, na sua obra Nuzhat-al-Albab (O deleite dos corações), diz que os homens que procuram outros homens de semelhante idade têm vidas curtas, pois arriscam-se a ser roubados ou assassinados. Os contos incluídos no Nuzhat-al-Albab podem ser usados para provar que a atitude da sociedade islâmica para com a homossexualidade seria positiva, mas também negativa ou indiferente. O autor Colin Spencer comenta que pode ser possível que as três atitudes referidas tenham coexistido no seio da mesma sociedade.
O lesbianismo era também comum, sobretudo nos haréns, embora se tratasse de relações mantidas discretamente por serem passíveis de utilização em intriga política. Algumas mulheres privilegiadas do Alandalus tinham acesso à educação; existem antologias modernas de poesia escrita por mulheres em que o amor entre mulheres aparece tratado com naturalidade.

#### Poesia homoerótica andalusina
A informação que nos chegou sobre a homossexualidade no período árabe é muito pouca, sendo a maioria originada na poesia homoerótica andalusina, que foi muito popular na sua época, tal como as suas equivalentes do Médio Oriente. Esta poesia foi redescoberta no Ocidente nos anos 1920, com a publicação do estudo Poemas arabigoandaluces de Emilio García Gómez.
Era dedicada habitualmente a jovens imberbes de classes inferiores, escravos ou cristãos, cuja beleza e graça inspirava belos versos (embora existam também poemas dedicados as homens adultos). Os jovens são apelidados normalmente de "gazela" ou "corço", e o seu buço, os primeiros e ténues fios de barba, é frequentemente admirado, pois o seu despontar marcava a culminação da beleza dos efebos.
Ibn Hazm em árabe
De entre os poetas destaca-se Abzeme, com a sua obra O colo da pomba, em que se reúnem um conjunto de poemas e anedotas sobre os temas amorosos, tanto hetero como bi ou homossexuais, do autor e dos seus contemporâneos. O livro permite entrever os costumes amorosos na corte e nos palácios da aristocracia andalusina. Outros poetas importantes foram o rei de Sevilha Almutâmide, natural de Beja, ibne Gusmão, ibne Sara Santarini, Ben Sal de Sevilha e Mari Alcul. Como exemplo, um poema de Ibn Hāni' Al-Andalusī (traduzido a partir da tradução para castelhano de Josefina Veglison):
| “ | "Mulher, não me injuries. Nem Hind nem Zaynab me seduzem. Sinto inclinação, ao invés, por um corço cujas qualidades todos desejam: não teme menstruação, não fica prenhe nem frente a mim se vela. | ” |
|   | — Ibn Hāni' Al-Andalusī. |   |

#### Poesia homoerótica hispanojudaica
Por entre o esplendor medieval da cultura judaica descobriu-se, graças aos estudos de Jefim Schirmann e Norman Roth, que o homoerotismo e a homossexualidade tiveram grande importância na sociedade judaica da época. A cultura judaica ibérica culminou no século XI no Reino de Granada, época em que a homossexualidade se generalizou de tal forma entre a aristocracia, que se pode considerar comum. De facto, na cultura cristã  e entre os séculos XIII e XVII, associava-se o judaísmo à perversão sexual e à homossexualidade, sobre o que ficou testemunho na poesia satírica da época.
A poesia homoerótica hispanojudaica foi pouco conhecida por estar escrita maioritariamente em hebreu, não tendo sido traduzida em grande parte. Os autores, que declaram o seu amor tanto a rapazes como a homens adultos, chegavam a ser importantes líderes das suas comunidades ou rabis, como é o caso de Ibn Gabirol, Semuel ha-Naguid, Moisés Ibn Ezra e Judah ha-Levi.

## A Igreja Católica

### AsDescobertas
As viagens marítimas de longos meses e a reduzida presença de mulheres a bordo, foram factor determinante para aumentar a frequência de ocorrência de casos de homossexualidade a bordo das naus das Descobertas, apesar da forte repressão. O aumento da homossexualidade em ambientes fechados é um fenómeno conhecido, que se relaciona com o isolamento em relação a membros do sexo oposto, e está presente também, por exemplo, nas prisões. A punição para os casos de homossexualidade que eram descobertos ou denunciados podia passar pelo desembarque no primeiro porto onde o navio aportasse, chegando mesmo nos casos mais extremos à execução do "pecador".
A informação que nos chegou tem origem nos relatos dos padres e capitães da naus, como o caso do capitão da nau Esfera em viagem para a Índia em 1548, D. João Henriques, que relatava ao rei que um tal Diogo Ramires, castelhano, "cometera pecado de sodomia" com dois criados de um passageiro nobre. Após queixa dos criados o indivíduo foi executado. Em 1620, em carta do Rei para o seu vice-rei na Índia, podemos ler: "Eu sou informado que nas naus de viagem vão deste Reino muitos meninos que os soldados logo levam para suas casas quando ali chegam as ditas naus, e que alguns usam mal deles".
Já em terra, tanto nas costas de África como no Brasil, os navegadores e, posteriormente os colonos, foram defrontados com costumes e códigos de moral social muito diferentes daqueles a que estavam habituados no seu país: "Os Tupinambá, não contentes em andarem tão encarniçados na luxúria naturalmente cometida, são muito afeiçoados ao pecado nefando, entre os quais se não tem por afronta. E o que se serve de macho se tem por valente e contam esta bestalidade por proeza. E nas suas aldeias pelo sertão há alguns que têm tenda pública a quantos os querem como mulheres públicas." ou nas costas da Guiné, onde era frequente o "vício do bugre", sendo que entre algumas etnias, para além de praticado e socialmente aceite, era até divinizado.
A acrescer aos hábitos diversos dos naturais das terras descobertas e à pressão sexual causada por muitos meses de isoladas viagens por mar, começou a verificar-se a chegada ao Novo Mundo de degredados condenados por sodomia. O receio de generalização de práticas homossexuais, quando a pressão política para colonizar - que implicava não só criar família e gerar o maior número de filhos possível, mas também lutar "virilmente" pelo território conquistado - era enorme, levou o Rei, no regimento de instalação das Capitanias, em 1532, a outorgar autoridade aos capitães-mor para condenar à morte, sem necessidade de autorização prévia da Metrópole, apenas aos culpados de 4 crimes muito graves: traição e aliança com os indíos, heresia, falsificação de moeda e sodomia. A possibilidade que os colonos "machos" brancos procurassem conforto sexual com índios ou escravos, reduzindo a sua autoridade e fomentando a ousadia nos oprimidos para se rebelarem, fez com que a homossexualidade fosse ainda mais reprimida nas novas colónias que em Portugal,

### ASanta Inquisição

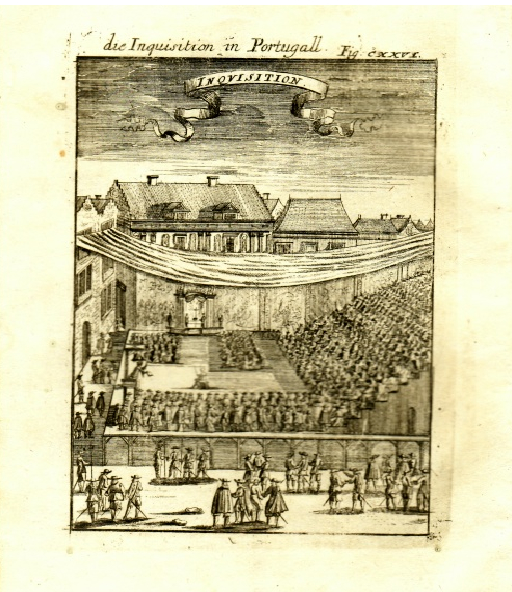
A Inquisição em Portugal em 1685

De 1536 a 1821 a Santa Inquisição, ou o Tribunal do Santo Ofício em Portugal reprimiu a sodomia, "o abominável acto nefando" ou o "nefando pecado". A sodomia era equiparada pela Inquisição aos piores crimes, como a heresia, sendo que o parceiro passivo, na relação, era particularmente penalizado, o que é consistente com um certo "machismo" que também prevalecia nessa altura. Já os actos sexuais entre mulheres eram considerados menos graves, tendo sido mesmo descriminalizados em meados do século XVII. No total, mais de 4000 pessoas foram denunciadas, cerca de 500 presas e 30 queimadas, sendo que várias centenas foram condenadas a desfilar publicamente em autos de fé e a seguir torturadas ou exiladas.
Os arquivos da Inquisição de Lisboa sobreviveram em grande quantidade e podem hoje ser consultados na Torre do Tombo, pelo que existe bastante informação sobre as práticas homossexuais da época, a forma como eram vistas pela sociedade, e julgadas e condenadas pela Inquisição.
Muitas das vítimas de perseguição por sodomia da Inquisição eram homens pobres, muitas vezes jovens, que recorriam a todo o tipo de esquemas, incluindo a prostituição masculina, para sobreviver. Outros parecem ter praticado actos homossexuais apenas conjunturalmente: sendo a virgindade das mulheres solteiras fortemente defendida, os homens jovens recorriam a sexo com outros homens enquanto solteiros, deixando a práctica após o casamento. Há referências a lugares, como a Ribeira das Naus, onde homens se encontravam com outros homens, e há ainda menção a um espectáculo de diversão pública, que seria hoje chamada de show de travestis, a dança dos fanchonos. Como escreveu Isabel Drumond Braga: "A sua (dos fanchonos) identificação era auxiliada pela maneira extravagante como se apresentavam, o uso exagerado da cor, os elementos femininos nas vestes, as maquilhagens, o recurso à depilação e o uso de cabelos longos com madeixas e franjas."
Dos registos da Inquisição constam também exemplos das mais antigas cartas de amor de sodomitas para os seus amados que sobreviveram em Portugal, como as assinadas pelo sacristão da Igreja Matriz de Silves (Portugal), no Algarve, um tal Francisco Correia Neto (a "Francisquinha") que foi denunciado à Inquisição pelo seu vigário, ou as duas cartas de 1652 do padre António Antas Barreto, de Barcelos, a um seu amante, que foi acusado por um frade como "fanchono, somítigo (sodomita) e puto agente (activo), dormindo com um moço que mandou vir de Guimarães… conhecido como o frade rabista"

## Oséculo XIX
A homossexualidade foi legalizada pela primeira vez pelo Código Penal de 1852, mas foi recriminalizada na revisão de 1886, através dos novos artigos 70.º e 71.º. Essa criminalização perduraria no Código Penal até 1982.
António Egas Moniz, nas suas obras A Vida Sexual e Pathologia, considerou a homossexualidade como uma doença mental e uma perversão, "tão digna de ser tratada como qualquer outra." Ficou a homossexualidade então conhecida em Portugal como uma doença mental, coisa que só mudaria com a adesão de Portugal na Comunidade Económica Europeia em 1986.

## A República
Liderada por Pedro Theotónio Pereira, a Liga de Acção dos Estudantes de Lisboa, movimento católico criado em 1923, faz com que o Governador Civil de Lisboa manda apreender o livro de poesia Canções, de António Botto, Decadência, de Judite Teixeira e Sodoma Divinizada, de Raul Leal, autores que escreviam textos literários de carácter muito claramente homossexual, e que tinham gerado grande polémica na conservadora sociedade lisboeta da época.
Também Manuel Teixeira Gomes, o sétimo Presidente da República Portuguesa, se demitiria em 1925, ao que disse para se dedicar à literatura, mas na realidade no meio de acusações de ser autor de obras homoeróticas.[carece de fontes?]

## A repressão no Estado Novo
Com a chegada do Estado Novo, assistir-se-ia a um regresso aos valores morais da religião cristã (o primeiro dos três pilares da doutrina do regime que era resumida na frase "Deus, Pátria e Família"), com a sexualidade a ser vista publicamente apenas como meio para a procriação entre um homem e uma mulher. Havia todo um outro mundo em torno da sexualidade, nomeadamente em certos locais públicos fechados, assim como a prostituição era tolerada mesmo depois da sua proibição pela lei em 1962, porém não se podia comentar esses assuntos.
Pela reforma de 1954 do Código Penal, os artigos 70º e 71º passaram a prever várias "medidas de segurança" para "os que se entreguem habitualmente à prática de vícios contra a natureza", o que se entendia serem os homossexuais. Essas "medidas de segurança" iam do internamento em manicómio criminal, casa de trabalho ou colónia agrícola até à interdição de exercício de uma profissão, passando por outras modalidades de privação ou limitação da liberdade individual (Decreto-Lei nº 39.688, de 5 de Junho de 1954). O crime da "prática de vícios contra a natureza" só desapareceu do Código Penal português em 1982.
Havia homo e bissexuais e nas classes mais pobres, na classe média e nas elites burguesas e do Estado, porém ninguém falava sobre isso. Num sentido mais simplista, pode-se afirmar que só era permitido ser-se homo ou bissexual dentro do seu próprio quarto sem ninguém saber.
O Estado Novo procederá ainda à censura de todo o conteúdo homo e bissexual artístico, quer nacional quer estrangeiro, numa tentativa de evitar a quebra, a todo o custo, dos tabus morais instituídos. A Polícia de Segurança Pública manterá vigilância apertada aos locais de encontro ou convívio de homo e bissexuais, efectuando rusgas inesperadas que resultavam na identificação de todos os presentes, e, nalguns casos, na sua prisão. Os homossexuais, bissexuais e outros acusados de conduta imoral ou vadiagem, como prostitutas, chulos ou as crianças em "risco moral", deviam ser "retirados das ruas" e eram muitas vezes internados por longos períodos em estabelecimentos específicos de "reeducação", como as "Mitras", nos quais foram admitidos e maltratados de 1933 a 1951 mais de 12 mil pessoas, ou a Casa Pia, onde eram internados os jovens mais desfavorecidos e sem condições para sobreviver dignamente.
Quando a PIDE procedia à detenção de homo e bissexuais, estes poderiam ser "internados em manicómio criminal", "internados em casa de trabalho ou colónia agrícola", poderiam ter a sua "liberdade vigiada", levar "caução de boa conduta" e "interdição do exercício de profissão". É o caso de Júlio Fogaça, dirigente do Partido Comunista Português, então na clandestinidade, que em 1962 foi condenado como "pederasta passivo e habitual na prática de vícios contra a natureza". Não foi a primeira vez que Fogaça foi preso - já havia mesmo sido deportado por duas vezes - mas foi a primeira vez que a acusação de homossexualidade foi utilizada para o afastar da liberdade.
No entanto, não foi apenas o regime que condenou e reprimiu a homossexualidade. Júlio Fogaça seria também vítima da intolerância do Partido Comunista que o expulsou do Partido na mesma ocasião com base na sua conduta moral.

## A Revolução dos Cravos
Com a revolução de 25 de Abril de 1974, criaram-se as condições base fundamentais para as mudanças de mentalidade social, política e legislativa, que conduziriam à descriminalização e aceitação da homossexualidade em Portugal. No entanto a mudança seria muito lenta pois os partidos de esquerda, os que teoricamente estariam mais sensíveis em relação às questões de igualdade e direitos cívicos, tinham as suas atenções e esforços centrados na "luta das mulheres e dos jovens".
Logo a seguir à revolução surgem alguns movimentos activistas homo e bissexuais, como o MHAR, Movimento Homossexual de Acção Revolucionária, de que António Serzedelo foi fundador, que em Maio de 1974 lança o seu Manifesto pelas Liberdades Sexuais, prontamente esmagado pelo General Galvão de Melo que afirmou na TV que o 25 de Abril não se havia feito para os homossexuais, bissexuais e prostitutas reivindicarem, ou o CHOR, Colectivo de Homossexuais Revolucionários, de 1980 e os Encontros "Ser (homo)sexual", organizados pelo CNC em 1982. Foram organizações efémeras e de impacto reduzido.
Após o aparecimento do SIDA em Portugal, na primeira metade dos anos 1980s, começam a surgir ou a consolidar a sua visibilidade as primeiras figuras públicas homo e bissexuais, como Carlos Castro, Guilherme de Melo, Mário Cesariny, Ary dos Santos e António Variações, cuja morte provocada pela SIDA, em 1984, foi um acontecimento trágico que causou alguma comoção e impacto a nível nacional.
O Partido Socialista Revolucionário, hoje integrado no Bloco de Esquerda, seria o primeiro partido político, em 1991, a formalizar a existência de uma organização interna dedicada especificamente à luta contra o machismo, a homofobia, bifobia e a discriminação, o Grupo de Trabalho Homossexual. Com este impulso de grande impacto mediático do PSR, e a partir de meados dos anos 1990s, a comunidade gay começou a organizar-se e a ganhar voz própria, com a instituição e consolidação de diversas associações, como a Associação ILGA Portugal, o Clube Safo, a Opus Gay, a Revista Korpus, o sítio Internet PortugalGay.pt, os eventos Arraial Pride, a Marcha Nacional do Orgulho LGBT e o Festival de Cinema Gay e Lésbico de Lisboa.

## Actualidade

### Sociedade
Actualmente a sociedade portuguesa está cada vez mais informada e menos discriminativa em relação à homossexualidade, embora existam ainda algumas diferenças entre a província e os principais meios urbanos, e se mantenha a discriminação em relação à bissexualidade. Em Lisboa, Porto e nas cidades turísticas do litoral do Algarve já  existe uma população homo e bissexual com alguma visibilidade e dinamismo; para além disso, nos locais atrás citados existem diversos bares, discotecas e eventos dedicados à população homo e bissexual.
A evolução da sociedade portuguesa também tem sido acompanhada por algumas alterações legislativas. O reconhecimento de União de Facto entre casais homossexuais passou a ser possível a partir de 2001.
Em 22 de Agosto de 2017, Graça Fonseca, secretária de Estado da Modernização Administrativa, afirmou publicamente e politicamente a sua homossexualidade, em entrevista ao Diário de Notícias, tornando-se a primeira política em funções a assumir publicamente a sua homossexualidade em Portugal.

### Legislação
A Constituição de 1975, revisão de 2004, declara no seu artigo 13º que Ninguém pode ser privilegiado, beneficiado, prejudicado, privado de qualquer direito ou isento de qualquer dever em razão de ascendência, sexo, raça, língua, território de origem, religião, convicções políticas ou ideológicas, instrução, situação económica, condição social ou orientação sexual.
No Código Penal de 1982 passou a ser criminalizada apenas a homossexualidade com adolescentes, no seu artigo 207º, que punia com pena de prisão até 3 anos aquele que, sendo maior, desencaminhasse menor de 16 anos do mesmo sexo para a prática de acto contrário ao pudor, consigo ou com outrem do mesmo sexo. Numa revisão subsequente do Código Penal apenas é mencionada a homossexualidade no crime de Actos homossexuais com adolescentes no seu artigo 175º, que estipulava que "Quem, sendo maior, praticar actos homossexuais de relevo com menor entre 14 e 16 anos, ou levar a que eles sejam por este praticados com outrem, é punido com pena de prisão até 2 anos ou com pena até 240 dias."
Embora a pena fosse idêntica à prevista para o artigo 174º, Actos sexuais com adolescentes (que impunha que "Quem, sendo maior, tiver cópula, coito anal ou coito oral com menor entre 14 e 16 anos, abusando da sua inexperiência, é punido com pena de prisão até 2 anos ou com pena de multa até 240 dias.") o seu âmbito não se restringia aos actos de cópula, coito anal e coito oral, pelo que qualquer outro acto sexual entre um adulto e um menor, como por exemplo um beijo na boca, seria punido, mas era limitado a quem executasse o acto abusando da inexperiência do menor, cláusula que não existe no artigo 175º que, para além disso, também punia quem instigasse a prática. No entanto, na sequência de casos que tiveram grande projecção mediática, o artigo 175º foi considerado inconstitucional, o que acabou por ser confirmado em dois acórdãos do Tribunal Constitucional. Em consequência a acusação passou na prática, e na maior parte dos casos, a mencionar apenas o artigo 174º, "Actos sexuais com adolescentes", retirando da discussão e da aplicação prática a componente de discriminação em relação à orientação sexual.
O Código Penal em vigor, de 15 de Setembro de 2007, revogou o artigo 175º e eliminou todas as menções à homossexualidade, passando, pelo contrário e pela primeira vez, a penalizar explicitamente o incitamento à discriminação com base na orientação sexual, e prevendo também o agravamento penal explícito de crimes motivados pela homo e bifobia. O novo artigo 173º indica que Quem, sendo maior, praticar acto sexual de relevo com menor entre 14 e 16 anos, ou levar a que ele por este seja praticado com outrem, abusando da sua inexperiência, é punido com pena de prisão até 2 anos ou com pena de multa até 240 dias.

### Cultura
- Literatura gay
- Festival de Cinema Gay e Lésbico de Lisboa , desde 1997
- A telenovela exibida pela TVI, Ninguém como Tu foi a primeira focar abertamente o tema, com várias personagens homo e bissexuais.

### Movimentos LGBT
Os movimentos de activistas em defesa dos direitos dos homo e bissexuais em Portugal são hoje mais dinâmicos e intervenientes na Sociedade.
Muito existe ainda por fazer, sendo estes alguns dos pontos de trabalho a ter em conta em acções futuras:
- direitos dos transexuais;
- discriminação no acesso ao emprego e no local da trabalho;
- práticas de bulling contra adolescentes e jovens adultos lgbt, tanto nas escolas e liceus como nas universidades;
- comportamentos homo e bifóbicos contra a expressão de afectos por parte de casais de pessoas do mesmo sexo em locais públicos, na televisão, no cinema, na imprensa ou na publicidade;
- discriminação de filhos adoptivos ou biológicos com pais homossexuais, transexuais ou bissexuais;
- apoio a adolescentes e jovens adultos sem suporte familiar que permita uma vivência saudável da sua orientação sexual;
- iliteracia profunda da população portuguesa nas temáticas relacionadas com sexualidade humana, orientação sexual e saúde sexual.

#### Organizações
- Amplos – Associação de Mães e Pais pela Liberdade de Orientação Sexual , desde 2010
- Caleidoscópio LGBT , desde 2007
- Clube Safo , desde 1996
- ILGA Portugal , desde 1995
- LES - Grupo de Discussão sobre Questões Lésbicas , desde 2009
- não te prives - Grupo de Defesa dos Direitos Sexuais , desde 2002
- Opus Gay , desde 1999
- Panteras Rosa , desde 2004
- Porto, Inclusive , desde 2018
- rede ex aequo , desde 2003
- Rumos Novos - Católicos Homossexuais , desde 1 de maio de 2008

#### Outras Entidades
- PortugalGay.pt , desde 1996

#### Eventos
- Arraial Pride , organizado pela ILGA Portugal desde 1997.
- Marcha do Orgulho do Porto e Marcha do Orgulho de Lisboa.
- Porto Pride , organizado pelo PortugalGay.PT e bares locais desde 2001.
- Prémio Arco-Íris, atribuído desde 2003 pela ILGA Portugal para reconhecer trabalho na luta contra a homo e bifobia.
- Prémios Média, atribuído desde 2005 pela rede ex aequo com o objectivo de homenagear as figuras da comunicação social, artes e espectáculo, que, através do seu trabalho, dão visibilidade a algumas das muitas dificuldades sentidas pelos jovens homossexuais, bissexuais ou transgéneros, que lutam no sentido da desconstrução de estereótipos, erradamente associados à orientação sexual ou identidade de género, o que permite, em linhas gerais, dar mais um passo no sentido da erradicação do preconceito e discriminação destes jovens.

## Cronograma dos direitos LGBT em Portugal
- 1982 - Portugal descriminaliza a homossexualidade;
- 1999 - Homossexuais e bissexuais podem servir abertamente nas Forças Armadas;[36]
- 2001 - Uniões de Facto são estendidas a casais de pessoas do mesmo sexo (os mesmos direitos que a casais de sexo diferente, com a excepção da adoção);[37][38]
- 2003 - Código do Trabalho revisto (accesso a trabalho e emprego, protecção contra discriminação no trabalho e assédio sexual);[39]
- 2004 - A orientação sexual é incluída na Constituição Portuguesa no artigo 13º - Princípio da Igualdade;[39][40]
- 2005 - O Instituto Português do Sangue permite oficialmente a doação de sangue por homossexuais, bissexuais (e HSH), esta decisão será no entanto anulada em 2009 pelo Presidente deste Instituto, Gabriel Olim.
- 2007 - Código Penal revisto (idade de consentimento passa a ser igual à de casais de pessoas de sexo oposto, protecção contra violência e crimes de ódio);[39]
- 2009 - Inclusão de questões relacionadas com orientação sexual na Lei de Educação Sexual nas escolas;[41]
- 2010 - Aprovação no Parlamento do diploma que recomenda a não discriminação de homossexuais e bissexuais (e HSH) na doação de sangue;[42][43]
- 2010 - O Casamento é estendido a casais de pessoas do mesmo sexo (os mesmos direitos e deveres que a casais de sexo diferente, com a excepção da adoção);[44][45]
- 2015 - Parlamento aprova adoção e apadrinhamento civil de crianças por casais do mesmo sexo.
- 2016 - Parlamento aprova acesso à PMA por mulheres, independentemente da orientação sexual e estado civil.

#### Tabela Sumária
| Homossexualidade descriminalizada                                                       | Yes | de 1852 a 1886; e desde 1982 |
| Serviço militar                                                                         | Yes | desde 1999; e desde 2023 para pessoas trans |
| Reconhecimento de uniões entre pessoas do mesmo sexo (União de Facto)                   | Yes | desde 2001 |
| Leis antidiscriminatórias no trabalho/emprego                                           | Yes | desde 2003, em vigor a 2 Dezembro - Código de Trabalho > artigos 22º, 23º e 24º                                                                     |
| Leis antidiscriminatórias em todas as outras áreas                                      | Yes | desde 2004, aprovado a 22 Abril - Constituição > artigo 13º                                                                                         |
| Idade de consentimento igual                                                            | Yes | desde 2007, em vigor a 15 Setembro - Código Penal > artigo 173º                                                                                     |
| Homo e bifobia criminalizadas (crimes/discurso de ódio)                                 | Yes | desde 2007, em vigor a 15 Setembro - Código Penal > artigos 132º e 240º                                                                             |
| Protecção conjugal contra violência doméstica                                           | Yes | desde 2007, em vigor a 15 Setembro - Código Penal > artigo 152º                                                                                     |
| Casamento entre pessoas do mesmo sexo                                                   | Yes | desde 2010, promulgado a 17 Maio - Código Civil > artigos a mudar: 1577º, 1591º, 1628º, 1690º                                                       |
| Doação de sangue por parte de homens que têm sexo com homens                            | Yes | de 2005 a 2009; e desde 2010 - Aprovado em Parlamento a 8 Abril                                                                                     |
| adoção e co-adoção por casais de pessoas do mesmo sexo                                  | Yes | desde 2015 - Aprovado em Parlamento a 20 de novembro                                                                                                |
| Acesso à PMA por mulheres, independentemente da orientação sexual e estado civil        | Yes | Qualquer mulher, seja casada ou solteira, heterossexual, bissexual ou homossexual, pode recorrer à PMA. Aprovada em Parlamento a 13 de maio de 2016 |
| Aprovação formal para reatribuição de sexo (acompanhamento, terapia e cirurgia)         | Yes | |
| Direito a modificar documentação legal de género                                        | Yes | |
| Leis antidiscriminatórias em qualquer área referentes a pessoas transgénero             | No  | camufladas em discriminação de género |
| Reconhecimento de pedido de asilo em função de orientação sexual e identidade de género | Yes | [ 49 ] |